# Kądzielna
Kądzielna – osada w Polsce położona w województwie zachodniopomorskim, w powiecie szczecineckim, w gminie Borne Sulinowo. Miejscowość wchodzi w skład sołectwa Juchowo. Zlokalizowana na zboczu doliny Nizicy, u podnóża długiego ciągu wzniesienia moreny czołowej.

## Historia
Przed wojną osada nosiła nazwę Spee i należała do społeczności wiejskiej Kucherow obecnie Kucharowo.

## Turystyka
Szlaki rowerowe:
 – czarny szlak rowerowy Nizica
 – czerwony szlak rowerowy Nad jezioro Ciemino
 – zielony szlak rowerowy Dolina Parsęty.
Szlaki kajakowe:
Przez osadę Kądzielna przebiega szlak kajakowy rzeką Nizica. Rzeka łączy 4 jeziora: Ciemino, Mały Radacz, Radacz, Trzesiecko. Długość szlaku to: 30 km, a czas przepłynięcia około 2-3 dni.
- Szlaki rowerowe: Nizica · Nad jezioro Ciemino  ·Dolina Parsęty